# Seitzenhahn
Seitzenhahn ist ein Stadtteil der Stadt Taunusstein im südhessischen Rheingau-Taunus-Kreis.

## Geographie
Der Ort liegt am Übergang des Hohen Taunus zum westlichen Hintertaunus und hat eine Fläche von 570 ha.

## Geschichte

### Ortsgeschichte
Die älteste bekannte schriftliche Erwähnung von Seitzenhahn erfolgte unter dem Namen Sizinhagin in einer Nassauischen Urkunde und wird in das 14. Jahrhundert datiert.
Hessische Gebietsreform (1970–1977)
Zum 1. Oktober 1971 fusionierte die bis dahin selbständige Gemeinde Seitzenhahn im Zuge der Gebietsreform in Hessen mit fünf Nachbarorten freiwillig zur neuen Stadt Taunusstein. Somit wurde Seitzenhahn ein Stadtteil von Taunusstein.
Für alle nach Taunusstein eingegliederten Gemeinden wurden Ortsbezirke mit Ortsbeirat und Ortsvorsteher gebildet.

### Verwaltungsgeschichte im Überblick
Die folgende Liste zeigt die Herrschaftsgebiete und Staaten, in denen Seitzenhahn lag, bzw. die Verwaltungseinheiten, denen es unterstand:
- 1444: Heiliges Römisches Reich, Haus Nassau, Amt Wehen
- ab 1738: Heiliges Römisches Reich, Fürstentum Nassau-Usingen, Amt Wehen
- 1787: Heiliges Römisches Reich, Fürstentum Nassau-Usingen, Amt Wehen
- ab 1806: Herzogtum Nassau, Amt Wehen
- 1812: Herzogtum Nassau, Regierungsbezirk Wiesbaden, Amt Wehen
- ab 1816: Herzogtum Nassau[Anm. 1], Amt Wehen
- ab 1849: Herzogtum Nassau, Regierungsbezirk Wiesbaden, Kreisamt Langen-Schwalbach[Anm. 2]
- ab 1854: Herzogtum Nassau, Regierungsbezirk Wiesbaden, Amt Wehen
- ab 1867: Norddeutscher Bund[Anm. 3], Königreich Preußen, Provinz Hessen-Nassau, Regierungsbezirk Wiesbaden, Untertaunuskreis[Anm. 4]
- ab 1871: Deutsches Reich, Königreich Preußen, Provinz Hessen-Nassau, Regierungsbezirk Wiesbaden, Untertaunuskreis
- ab 1918: Deutsches Reich, Freistaat Preußen, Provinz Hessen-Nassau, Regierungsbezirk Wiesbaden, Untertaunuskreis
- ab 1944: Deutsches Reich, Freistaat Preußen, Provinz Nassau, Untertaunuskreis
- ab 1945: Amerikanische Besatzungszone, Groß-Hessen, Regierungsbezirk Wiesbaden, Untertaunuskreis
- ab 1949: Bundesrepublik Deutschland, Land Hessen (ab 1946), Untertaunuskreis
- ab 1946: Amerikanische Besatzungszone, Land Hessen, Regierungsbezirk Wiesbaden, Untertaunuskreis
- ab 1949: Bundesrepublik Deutschland, Land Hessen, Regierungsbezirk Wiesbaden, Untertaunuskreis
- ab 1968: Bundesrepublik Deutschland, Land Hessen, Regierungsbezirk Darmstadt, Untertaunuskreis
- ab 1971: Bundesrepublik Deutschland, Land Hessen, Regierungsbezirk Darmstadt, Untertaunuskreis, Stadt Taunusstein[Anm. 5]
- ab 1977: Bundesrepublik Deutschland, Land Hessen, Regierungsbezirk Darmstadt, Rheingau-Taunus-Kreis, Stadt Taunusstein

### Bevölkerung
Einwohnerentwicklung
 Quelle: Historisches Ortslexikon
- 1593: 12 Haushaltungen
- 1615: 11 Haushaltungen
- 1629: 16 Haushaltungen
- 1670: 9 Haushaltungen
- Um 1700: 34 Einwohner
- 1747: 12 Wohnhäuser

| Seitzenhahn: Einwohnerzahlen von 1821 bis 2020 | Seitzenhahn: Einwohnerzahlen von 1821 bis 2020 | Seitzenhahn: Einwohnerzahlen von 1821 bis 2020 | Seitzenhahn: Einwohnerzahlen von 1821 bis 2020 | Seitzenhahn: Einwohnerzahlen von 1821 bis 2020 |
| --- | ---------------------------------------------- | ---------------------------------------------- | ---------------------------------------------- | ---------------------------------------------- |
| Jahr |                                                |                                                |                                                | Einwohner                                      |
| 1821 | 1821                                           |                                                | 92                                             | 92                                             |
| 1834 | 1834                                           |                                                | 226                                            | 226                                            |
| 1840 | 1840                                           |                                                | 204                                            | 204                                            |
| 1846 | 1846                                           |                                                | 222                                            | 222                                            |
| 1852 | 1852                                           |                                                | 259                                            | 259                                            |
| 1858 | 1858                                           |                                                | 277                                            | 277                                            |
| 1864 | 1864                                           |                                                | 295                                            | 295                                            |
| 1871 | 1871                                           |                                                | 284                                            | 284                                            |
| 1875 | 1875                                           |                                                | 279                                            | 279                                            |
| 1885 | 1885                                           |                                                | 286                                            | 286                                            |
| 1895 | 1895                                           |                                                | 301                                            | 301                                            |
| 1905 | 1905                                           |                                                | 290                                            | 290                                            |
| 1910 | 1910                                           |                                                | 298                                            | 298                                            |
| 1925 | 1925                                           |                                                | 295                                            | 295                                            |
| 1939 | 1939                                           |                                                | 301                                            | 301                                            |
| 1946 | 1946                                           |                                                | 438                                            | 438                                            |
| 1950 | 1950                                           |                                                | 450                                            | 450                                            |
| 1956 | 1956                                           |                                                | 413                                            | 413                                            |
| 1961 | 1961                                           |                                                | 418                                            | 418                                            |
| 1967 | 1967                                           |                                                | 503                                            | 503                                            |
| 1970 | 1970                                           |                                                | 544                                            | 544                                            |
| 1980 | 1980                                           |                                                | ?                                              | ?                                              |
| 1990 | 1990                                           |                                                | ?                                              | ?                                              |
| 2000 | 2000                                           |                                                | 1.334                                          | 1.334                                          |
| 2011 | 2011                                           |                                                | 1.284                                          | 1.284                                          |
| 2015 | 2015                                           |                                                | 1.360                                          | 1.360                                          |
| 2020 | 2020                                           |                                                | 1.357                                          | 1.357                                          |
| Datenquelle: Historisches Gemeindeverzeichnis für Hessen: Die Bevölkerung der Gemeinden 1834 bis 1967. Wiesbaden: Hessisches Statistisches Landesamt, 1968. Weitere Quellen: LAGIS; Stadt Taunusstein; Zensus 2011 |                                                |                                                |                                                |                                                |

Religionszugehörigkeit
| • 1885: | 270 evangelische (= 94,41 %), 16 katholische (= 5,59 %) Einwohner  |
| • 1961: | 316 evangelische (= 75,60 %), 96 katholische (= 22,97 %) Einwohner |

## Politik

### Ortsbeirat
Für Seitzenhahn besteht ein Ortsbezirk (Gebiete der ehemaligen Gemeinde Seitzenhahn) mit Ortsbeirat und Ortsvorsteher nach der Hessischen Gemeindeordnung.
Der Ortsbeirat besteht aus sieben Mitgliedern. Seit den Kommunalwahlen 2021 gehören ihm ein Mitglied der SPD, eins der CDU und fünf der FWG an. Ortsvorsteher ist Frank Hohmann (FWG).

### Wappen
Am 26. Februar 1970 wurde der Gemeinde Seitzenhahn im damaligen Untertaunuskreis ein Wappen mit folgender Blasonierung verliehen: In Blau ein rotbewehrter goldener Löwe, belegt mit einem blauen Schildchen, darin ein goldenes S.

## Kulturdenkmäler
Die Liste der Kulturdenkmäler in Taunusstein weist für Seitzenhahn nur eine Position auf:
- Talstraße 18; Hofreite